# COPS et Truands
Pour les articles homonymes, voir Cops.
Les COPS et Truands (commercialisés aux États-Unis sous le nom de COPS 'N' Crooks) étaient une série de figurines articulées de la marque Hasbro commercialisée en 1988 et 1989.
Chose courante à l'époque, un dessin animé COPS avait été créé en même temps que la commercialisation des figurines. Les personnages du dessin animé ont tous été créés en figurines, mais leur physique diverge quelquefois entre les deux supports. Ces figurines étaient accompagnées d'accessoires et parfois d'un véhicule et se divisaient en deux catégories: les COPS étant les bons et les Crooks étant les bandits.
Il y eut deux séries de jouets correspondant aux deux saisons du dessin animé, une en 1988 et l'autre l'année suivante. Une troisième série devait voir le jour en 1990, mais la commercialisation fut annulée (et la diffusion du dessin animé s'arrêta). 
Chaque figurine était vendue avec un grand nombre d'accessoires (des armes pour la plupart). Certains de ces accessoires fonctionnaient avec des amorces (un rouleau était fourni avec chaque personnage ou véhicule). À l'arrière des boites des diverses figurines, figurait une fiche signalétique retraçant la carrière du policier quand il s'agissait d'un COPS ou une liste de méfaits quand il s'agissait d'un Truand.

## Personnages

### C.O.P.S.

#### Première série (1988)
- Bullet-Proof (en VF, Le Blindé)
- LongArm (en VF, Bras de fer)
- Bowser et Blitz (en VF, Vigil et Éclair)
- Sundown (en VF, Dégainé)
- Mace (en VF, Sergent Macé)
- Highway (en VF, Intrépide)
- Barricade (en VF, Pare-chocs)

Véhicules :
- Air Raid Helicopter, avec le personnage Bullseye (en VF, Aéroflash avec le personnage Rafale)
- Ironsides Armor Assault, avec le personnage Hardtop (en VF, Fer de lance avec le personnage Coriace)
- Bluestreak Motorcycle (vendu sans personnage)

#### Seconde série (1989)
- Airwave (en VF, Écho)
- Nightstick (en VF, Nunchaku)
- Checkpoint (en VF, Mirador)
- Inferno (idem en VF)
- Taser (en VF, Électro)
- Powder Keg (en VF, Nitro)
- APES (en VF, SINGE)

Véhicules :
- ATAC, avec le personnage Heavyweight (en VF, le personnage s'appelle Colosse)
- Highway Interceptor, avec le personnage Roadblock
- Pursuit Jet (vendu sans personnage)

### Crooks

#### Première série (1988)
- Big Boss (en VF, Le grand patron)
- Doctor BadVibes and Buzzbomb (en VF, Docteur Furio)
- Buttons McBoomBoom (en VF, Pat la mitraille)
- Berserko (en VF, Le Toqué)
- Rock Krusher (en VF, Rocky Matricule)

Véhicules :
- Roadster, avec le personnage Turbo Tu-Tone (en VF, le personnage s'appelle Turboduo)
- Jail Bird Air Speeder (vendu sans personnage)

#### Seconde série (1989)
- Koo Koo (en VF, Chrono)
- Bullit (en VF, Cartouche)
- Louie the Plumber (en VF, Louis le plombier)
- Hyena (en VF, Hyène)
- Nightmare (en VF, Cauchemar)

Véhicule :
- Dragster (vendu sans personnage)

## Produits dérivés

### Série télévisée d'animation
- COPS (1988)

Bracelets de natation par Kidget Nautique (1990)